# Södra Sjundeå Ungdomsförening
Södra Sjundeå Ungdomsförening är en finlandssvensk ungdomsförening i Sjundeå i Nyland. Föreningen, som samlas i föreningshus Borgvik, grundades 5 februari 1915 och registrerades år 1920. Södra Sjundeå Ungdomsförening är medlem i Nylands Svenska Ungdomsförbund.

## Föreningshus Borgvik
Föreningshus Borgvik byggdes mellan 1932 och 1933. I huset finns en festsal för cirka 100 personer och utrymmen hyrs ut för olika fester och evenemang. Föreningen ordnar olika evenemang bland annat trettondagsfest och teaterföreställningar i Borgvik.
Under Porkala parentesens tid fungerade Borgvik som en biograf.